# Львинки (род)
Льви́нки (лат. Stratiomys) — род мух-львинок из подсемейства Stratiomyinae.

## Внешнее строение
Голова у львинок полушаровидная. Усики довольно длинные. Крылья в покое плоско прикрывают тело. Брюшко значительно шире груди. Личинки веретенообразные, плоские. На заднем конце тела звездообразно расположенные волоски. Живут в воде. Мухи издают звуки трением крыльев в их сочленении с грудью. Из европейских видов наиболее известна львинка обыкновенная (S. chamaeleon), чёрного цвета с серой грудью. Брюшко чёрное с жёлтыми пятнами, ноги красно-жёлтые, крылья светло-буроватые. Длина тела 13—15 мм. Весьма обыкновенный вид, распространённый почти по всей Европе и Сибири.

## Классификация
В составе рода около 70 видов, распространённых в Голарктике и Ориентальной области, в том числе в Европейской части России встречаются:
- Stratiomys cenisia Meigen, 1822
- Stratiomys chamaeleon (Linnaeus, 1758)typus
- Stratiomys concinna Meigen, 1822
- Stratiomys equestris Meigen, 1835
- Stratiomys cenisia Meigen, 1822
- Stratiomys cenisia Meigen, 1822
- Stratiomys hispanica (Pleske, 1901)
- Stratiomys longicornis (Scopoli, 1763)
- Stratiomys potamida Meigen, 1822
- Stratiomys rubricornis (Bezzi, 1896)
- Stratiomys ruficornis (Macquart, 1838)
- Stratiomys singularior (Harris, 1776)
- Stratiomys validicornis (Loew, 1854)